# Championnat d'Océanie masculin de basket-ball
Pour les articles homonymes, voir Championnat d'Océanie.
Le championnat d'Océanie de basket-ball est la compétition opposant les sélections nationales de basket-ball des différents pays d'Océanie.
La compétition a lieu tous les 2 ans et est organisée par la FIBA Océanie.
En plus de l'attribution du titre de Champion d'Océanie pour le vainqueur, le Championnat d'Océanie sert généralement également de qualification soit pour les Jeux olympiques, soit pour les Championnats du Monde.

## Historique
Lorsque seules l'Australie et la Nouvelle-Zélande sont en compétition, le tournoi se joue sur une série de playoff au meilleur des trois matchs; si d'autres équipes sont en compétition, un mini-championnat est organisé. En 2009, la fédération d'Océanie de basket-ball a changé le format de la compétition, en une confrontation par match aller-retour, la différence de points départageant les équipes au cas où chacune ayant remporté un match.

## Palmarès
Les résultats en bleu correspondent aux qualifications pour les jeux olympiques, les autres correspondent aux qualifications pour le championnat du monde.
| Année | Organisateur                                     | Résultats        | Résultats | Résultats                    | Résultats                    | Résultats        | Médaille de bronze               |
| Année | Organisateur                                     | Or               | Match 1   | Match 2                      | Match 3                      | Argent           | Médaille de bronze               |
| ----- | ------------------------------------------------ | ---------------- | --------- | ---------------------------- | ---------------------------- | ---------------- | -------------------------------- |
| 1971  | Nouvelle-Zélande                                 | Australie        | 91-56     | 107-58                       | 117-72                       | Nouvelle-Zélande | Pas de 3e équipe en compétition. |
| 1975  | Australie                                        | Australie        | 83-57     | 87-67                        | 101-63                       | Nouvelle-Zélande | Pas de 3e équipe en compétition. |
| 1978  | Australie                                        | Australie        | 93-71     | 65-67                        | 76-69                        | Nouvelle-Zélande | Pas de 3e équipe en compétition. |
| 1979  | Australie (Melbourne & Sydney)                   | Australie        | 65-41     | 62-53                        | 115-73                       | Nouvelle-Zélande | Pas de 3e équipe en compétition. |
| 1981  | Nouvelle-Zélande                                 | Australie        | 78-55     | 80-71                        | non disputé                  | Nouvelle-Zélande | Pas de 3e équipe en compétition. |
| 1983  | Nouvelle-Zélande                                 | Australie        | 89-52     | 87-76                        | non disputé                  | Nouvelle-Zélande | Pas de 3e équipe en compétition. |
| 1985  | Australie (Sydney & Newcastle)                   | Australie        | 92-66     | 96-75                        | 98-62                        | Nouvelle-Zélande | Pas de 3e équipe en compétition. |
| 1987  | Nouvelle-Zélande (Timaru & Christchurch)         | Australie        | 115-59    | S'est joué sur un seul match | S'est joué sur un seul match | Nouvelle-Zélande | Polynésie française              |
| 1989  | Australie (Sydney)                               | Australie        | 91-54     | 106-55                       | non disputé                  | Nouvelle-Zélande | Pas de 3e équipe en compétition. |
| 1991  | Nouvelle-Zélande                                 | Australie        | 96-79     | 74-57                        | non disputé                  | Nouvelle-Zélande | Pas de 3e équipe en compétition. |
| 1993  | Nouvelle-Zélande (Auckland)                      | Australie        | 86-78     | S'est joué sur un seul match | S'est joué sur un seul match | Nouvelle-Zélande | Samoa                            |
| 1995  | Australie                                        | Australie        | 102-62    | S'est joué sur un seul match | S'est joué sur un seul match | Nouvelle-Zélande | Samoa américaines                |
| 1997  | Nouvelle-Zélande (Palmerston North & Wellington) | Australie        | 85-67     | S'est joué sur un seul match | S'est joué sur un seul match | Nouvelle-Zélande | Nouvelle-Calédonie               |
| 1999  | Nouvelle-Zélande (Auckland)                      | Nouvelle-Zélande | 125-43    | S'est joué sur un seul match | S'est joué sur un seul match | Guam             | Pas de 3e équipe en compétition. |
| 2001  | Nouvelle-Zélande                                 | Nouvelle-Zélande | 85-78     | 79-81ap                      | 89-78                        | Australie        | Pas de 3e équipe en compétition. |
| 2003  | Australie                                        | Australie        | 79-66     | 90-76                        | 84-75                        | Nouvelle-Zélande | Pas de 3e équipe en compétition. |
| 2005  | Nouvelle-Zélande                                 | Australie        | 82-69     | 82-71                        | 91-80                        | Nouvelle-Zélande | Pas de 3e équipe en compétition. |
| 2007  | Australie                                        | Australie        | 79-67     | 93-67                        | 58-67                        | Nouvelle-Zélande | Pas de 3e équipe en compétition. |
| 2009  | Australie/ Nouvelle-Zélande                      | Nouvelle-Zélande | 77-84     | 100-78                       | non disputé                  | Australie        | Pas de 3e équipe en compétition. |
| 2011  | Australie/ Nouvelle-Zélande                      | Australie        | 91-78     | 81-64                        | 92-68                        | Nouvelle-Zélande | Pas de 3e équipe en compétition. |
| 2013  | Australie/ Nouvelle-Zélande                      | Australie        | 70-59     | 76-63                        | non disputé                  | Nouvelle-Zélande | Pas de 3e équipe en compétition. |
| 2015  | Australie/ Nouvelle-Zélande                      | Australie        | 71-59     | 89-79                        | non disputé                  | Nouvelle-Zélande | Pas de 3e équipe en compétition. |

## Performances par pays
| Rang | Nation              | Or | Argent | Bronze | Total |
| ---- | ------------------- | -- | ------ | ------ | ----- |
| 1    | Australie           | 19 | 2      | 0      | 21    |
| 2    | Nouvelle-Zélande    | 3  | 19     | 0      | 22    |
| 3    | Guam                | 0  | 1      | 0      | 1     |
| 4    | Polynésie française | 0  | 0      | 1      | 1     |
| 4    | Samoa               | 0  | 0      | 1      | 1     |
| 4    | Samoa américaines   | 0  | 0      | 1      | 1     |
| 4    | Nouvelle-Calédonie  | 0  | 0      | 1      | 1     |

## Le tournoi d'Océanie de basket-ball
En 1997, le basket-ball est inclus dans les Mini Jeux du Pacifique, par conséquent le tournoi d'Océanie ne fut pas disputé. Les Jeux se déroulent tous les quatre ans pour les équipes des îles dans les deux années précédant les Jeux du Pacifique. La FIBA Océanie organise le tournoi d'Océanie à la même période afin d'apporter une compétition à l'ensemble des pays de la zone. Par conséquent, les équipes australiennes et Néo-Zélandaises ne participèrent pas à l'édition 1997.
Il n'y a pas eu de tournoi d'Océanie de basket-ball en 2005 car les Mini Games inclurent le basket-ball cette année-là à Palau.
| Année | Organisateur                    | Match pour la médaille d'or | Match pour la médaille d'or | Match pour la médaille d'or | Match pour la médaille de bronze | Match pour la médaille de bronze | Match pour la médaille de bronze |
| Année | Organisateur                    | Or                          | Score                       | Argent                      | Bronze                           | Score                            | 4e place                         |
| ----- | ------------------------------- | --------------------------- | --------------------------- | --------------------------- | -------------------------------- | -------------------------------- | -------------------------------- |
| 1981  | Fidji                           | Australie                   | 82–79                       | Guam                        | Samoa américaines                | 122–74                           | Fidji                            |
| 1985  | Fidji                           | Australie                   | 117–111                     | Samoa américaines           | Fidji                            | 88–73                            | Nouvelle-Zélande                 |
| 1989  | Polynésie française             | Australie                   | 86–68                       | Nouvelle-Zélande            | Polynésie française              | 83–74                            | Fidji                            |
| 1993  | Samoa                           | Samoa                       | 93–90                       | Tonga                       | Australie                        | 140–59                           | Fidji                            |
| 1997  | Samoa américaines (Pago Pago)   | Samoa américaines           | 78–76                       | Guam                        | Polynésie française              | 68–60                            | Fidji                            |
| 2001  | Fidji (Suva)                    | Nouvelle-Calédonie          | 81–80                       | Fidji                       | Australie                        | 97–66                            | Nouvelle-Zélande                 |
| 2005  | Palau (Koror)                   | Nouvelle-Calédonie          | 69–57                       | Guam                        | Fidji                            | 85–41                            | Papouasie-Nouvelle-Guinée        |
| 2009  | Îles Mariannes du Nord (Saipan) | Australie                   | 62–44                       | Nouvelle-Calédonie          | Guam                             | 70–55                            | Nouvelle-Zélande                 |

## Performances par pays
| Rang | Nation              | Or | Argent | Bronze | Total |
| ---- | ------------------- | -- | ------ | ------ | ----- |
| 1    | Australie           | 4  | 0      | 2      | 6     |
| 2    | Nouvelle-Calédonie  | 2  | 1      | 0      | 3     |
| 3    | Samoa américaines   | 1  | 1      | 1      | 3     |
| 4    | Samoa               | 1  | 0      | 0      | 1     |
| 5    | Guam                | 0  | 4      | 0      | 4     |
| 6    | Fidji               | 0  | 1      | 2      | 3     |
| 7    | Nouvelle-Zélande    | 0  | 1      | 0      | 1     |
|      | Tonga               | 0  | 1      | 0      | 1     |
| 9    | Polynésie française | 0  | 0      | 2      | 2     |